# Ajtmuchamed Abdulin
Ajtmuchamed Abdołłauły Abdulin (kaz. Айтмұхамед Абдоллаұлы Абдулин, ur. 29 listopada 1924 we wsi Ułytau k. Pietropawłowska, zm. 12 czerwca 2010 w Ałmaty) – radziecki i kazachski geolog i mineralog, profesor Akademii Nauk Kazachskiej SRR i Kazachstanu.

## Życiorys
Uczestnik wojny niemiecko-radzieckiej i wojny radziecko-japońskiej 1945, pułkownik rezerwy. 1953 ukończył studia na wydziale geologii Kazachskiego Uniwersytetu Państwowego im. Kirowa i rozpoczął pracę w Instytucie Nauk Geologicznych, 1971 obronił pracę doktorską pt. „Kompleksowe badania Mugodżarów i problemu łączności tektonicznych struktur Uralu, Tienszanu i centralnego Kazachstanu”. Autor ponad 300 prac naukowych, w tym 10 monografii, od 1971 dyrektor Instytutu Nauk Geologicznych, 1988–1995 wiceprezydent Akademii Nauk Kazachskiej SRR\Republiki Kazachstanu. 1951-1991 członek WKP(b)\KPZR. Akademik Międzynarodowej Akademii Inżynierii i Akademii Inżynierii Kazachskiej SRR, honorowy akademik Akademii Nauk Baszkirii, profesor Uniwersytetu Południowej Karoliny (USA), członek wielu międzynarodowych towarzystw naukowych, honorowy profesor Uniwersytetów Państwowych w Tarazie i Kyzyłordzie i Południowokazachstańskiego Uniwersytetu Państwowego. Przewodniczący Narodowego Komitetu Geologii Republiki Kazachstanu.

## Odznaczenia i nagrody
- Order Rewolucji Październikowej
- Order Czerwonego Sztandaru Pracy
- Order Wojny Ojczyźnianej I klasy
- Order Czerwonej Gwiazdy (dwukrotnie)
- Medal „Za obronę Stalingradu”
- Medal „Za zdobycie Królewca”
- Medal „Za zwycięstwo nad Niemcami w Wielkiej Wojnie Ojczyźnianej 1941–1945”
- Order Kurmet (Kazachstan)
- Order Otan (Kazachstan)
- Nagroda Państwowa ZSRR (dwukrotnie – 1978 i 1985)
- Nagroda Państwowa Republiki Kazachstanu
- Zasłużony Działacz Naukowy Republiki Kazachstanu (1992)
- Honorowy Inżynier Kazachstanu
- Złoty Znak Międzynarodowego Kongresu Geologicznego